# آلگا (شهرستان تاتیشلینسکی، باشقیرستان)
آلگا (انگلیسی: Alga, Tatyshlinsky District, Republic of Bashkortostan) یک شهرک در شهرستان تاتیشلینسکی استان باشقیرستان کشور روسیه است.